# カバノハミナミブナ

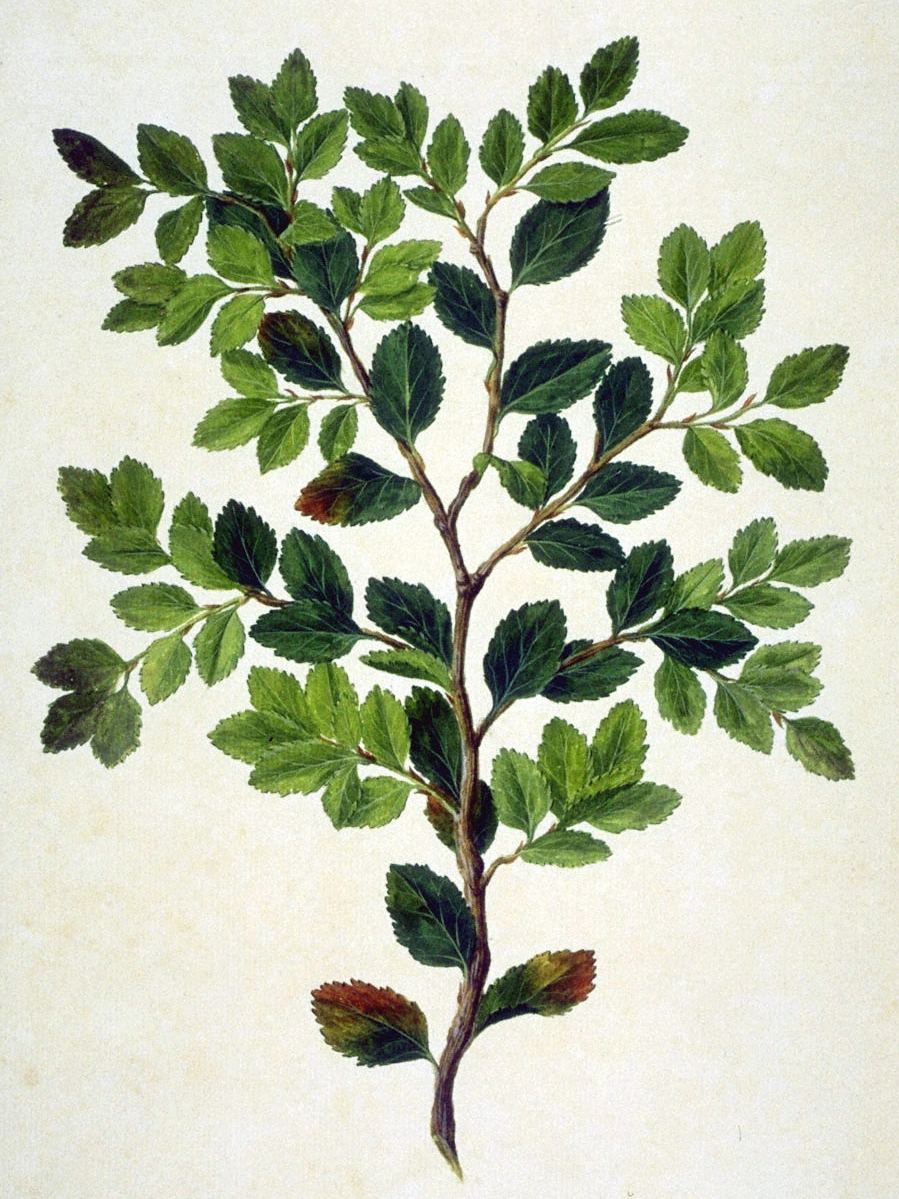
発見時に採集された標本の図

カバノハミナミブナ (学名: Nothofagus betuloides) は、チリとアルゼンチンの中部及び南部からフェゴ島に自生するナンキョクブナ科の樹木で、英名をMagellan's beechという。1769年にジョゼフ・バンクスによってジェームズ・クックの最初の航海中に発見された。

## 形態
高さ25mになる常緑高木で、寒さや乾燥に強い。

## 利用
材は散孔材で、木目が美しく心材は赤い。家具などに用いられる。またスコットランドに移入され植栽されている。